# Mr.Low-D
Mr.Low-D（ミスターローデー）は、日本のラッパー。ヒップホップ・ミュージシャン。

## 概要
1998年茨城県水戸市にて音楽を始める。ラップユニット「5X-LARGE」のリーダー兼ミクスチャーバンド「BWH」のメインボーカルを経て、ウエストコーストやローライダー文化に影響され現アーティスト名へと変更。全国の音楽クラブをメインに活躍している。Mr.Low-D＝Mr.LOWRIDER EVERYDAY”という由来を持ち、自ら1962年製シボレーインパラを所有、名門カークラブLIFE THE GHETTOのメンバー。株式会社BRAND NEW WORLD代表取締役、ネイルサロン「CLOUCHER」、軽貨物カーリース「LOWDAYS AUTO SERVICE」を経営する実業家。
赤城乳業のガリガリ君に関して同級生とラジオ番組で話すほど、自身がガリガリ君が好き。

## 来歴
2006年　XL MIDLETON「KONNICHI WEST REMIX」にフィーチャリング抜擢。
2008年　S567（エスコロナ）を仕掛け、監修を務めたアルバムS567『THE WORKS』がオリコンインディーズチャート初登場16位を記録。
2011年　2nd フルアルバム「800DAYZ」リリースツアーは全国30カ所で開催され、のべ6,000人以上を動員。
2012年　WWWにて初のワンマンライブを敢行。

## 楽曲使用
金刃憲人　（読売ジャイアンツ）「Back Love」
多村仁志　（福岡ソフトバンクホークス）「TRICK WORKS」
江幡塁　（新日本キックボクシング）「DEToX」

## ディスコグラフィー

### ミニアルバム
1. Sanctuary（2007年）
2. 光と影 （2008年）
3. THE RIDER（2016年）

### フルアルバム
1. PREMIUM（2009年）
2. 800DAYZ（2011年）
3. THE TYRANT（2012年）
4. 2020（2020年）

### DVD
1. MACH FILM 1.0（2017年）

### V.A その他
1. HUNGRY VOL.1（2008年）
2. LV&LR CELECTION（2012年）
3. HUNGRY VOL.2（2016年）

### ラジオ
1. 市川うらら　番組名募集中　Mr.Low-D 藤原冬姫　（2017年7月～2018年3月）
2. かつしかFM　なにかと募！集中♪　Mr.Low-D 藤原冬姫　（2018年4月～）

### 客演作品
1. XL MIDDLETON 「Drunken Evening Pt. 2: The Refill」（2006年）
2. XL MIDDLETON 「THE ANGRY ASIANS」（2006年）
3. XL MIDDLETON 「KONNICHI WEST REMIX」（2006年）
4. YU.KI.KO 「babylicious」（2007年）
5. DESTINO　「Get UR Dream」（2007年）
6. Dix-T 「Rut Sheep」（2008年）
7. D－hy　「BAY BLOW」（2008年）
8. DJ RYUUKI & U.C.84’s ALLSTARS 「BIG BANG ATTACK」（2008年）
9. YZ 「45RHYMEZ」（2008年）
10. 詩音　「SHION w/z FRIENDz」（2008年）
11. DESTINO　「BEST」（2008年）
12. 10FOR EFDEE　「104~4 Japanese~」（2008年）
13. FINGAZZ 「NEXUS」（2009年）
14. GIO 「NOISY MINORITY」（2009年）
15. CIMBA「REPLAY」（2010年）
16. CIMBA「Words and Notes」（2010年）
17. EAZZY 「Eazzzy!!!RED TiGER」（2010年）
18. yuuki flavor 「DANGEROUS MIND」（2010年）
19. ZIPSIES 「FINALIZE vol,1 performed by ZIPSIES」（2010年）
20. MC祐樹 「喜怒哀楽」（2010年）
21. ENMAKU 「WE ARE FRESHENER」（2011年）
22. THE RAIDERS 「THE RAIDERS」（2011年）
23. 8utterfly 「present」（2011年）
24. DJ OASIS 「東京砂漠2011」（2011年）
25. JOYSTICKK　「Antikythera」（2012年）
26. 8utterfly 「LOVE」（2013年）
27. DJ PMX 「THE ORIGINAL」（2013年）
28. DJ PMX 「THE ORIGINAL・」（2013年）
29. YUKALI　「My Love」（2013年）
30. Steal-i「Still-In-Time」（2013年）
31. 詩音　「ALL TIME BEST-BAYSIDE DIVA STORY-」（2013年）
32. GAYA-K 「THE REAL」（2013年）
33. 8utterfly 「GIRL」（2014年）
34. FOESUM 「CALI LIFE」（2014年）
35. t-Ace 「ふざけたヒーロー」（2014年）
36. CIMBA「BALLAD BEST」（2015年）
37. K-YO 「VLACK JAP」（2016年）
38. 武井勇輝　「BEHIND MY SCARS」（2016年）
39. DJ PMX 「THE ORIGINAL・」（2017年）
40. t-Ace  「おとな。」（2017年）
41. 森本ナムア　「Lonely Love」（2019年）
42. $LY 「AIM HIGH」（2019年）